# Bitwa o grzbiet Madinah
Bitwa o grzbiet Madinah – starcie zbrojne, które miało miejsce 27 lutego 1991 w trakcie I wojny w Zatoce Perskiej. Bitwa była decydującym starciem w walkach o Kuwejt pomiędzy armią USA a wojskami Iraku.
Pod koniec lutego 1991 doszło do walk 1. Dywizji Pancernej Stanów Zjednoczonych z iracką dywizją Al-Madinah na obszarze – zwanym od znajdującej się tam formacji irackiej – grzbietem Madinah. W tym miejsciu Irakijczycy przygotowali na Amerykanów pułapkę rozmieszczając swoje czołgi w ukryciu na wyżynie. Amerykanie tymczasem po potwierdzeniu obecności jednostek Gwardii Republikańskiej na tym terenie rozpoczęli ostrzał pozycji wroga z wykorzystaniem artylerii i lotnictwa. Atak zakończył się całkowitą klęską Irakijczyków, którzy stracili 300 czołgów i pojazdów opancerzonych. Straty Amerykanów wyniosły 2 zabitych żołnierzy (z czego jeden żołnierz zginął od własnego ognia). Zwycięstwo umożliwiło siłom koalicji wkroczenie jeszcze tego samego dnia do stolicy Kuwejtu.